# Saw III
Saw III is een Amerikaanse thriller-horrorfilm uit 2006. De film is het derde deel uit de Saw-filmreeks en werd geregisseerd door Darren Lynn Bousman.
De film is opgedragen aan Gregg Hoffman, de producent van de eerste twee films. Hoffman stierf op 4 december 2005, vlak nadat Lions Gate aankondigde dat er een derde deel aan zou komen.

## Verhaal
Nadat Rechercheur Eric Matthews in Saw II aan een verwarmingsbuis in de verlaten badkamer is geketend en daar door Amanda is achter gelaten om te sterven, breekt hij zijn voet met een wc-deksel om te kunnen ontsnappen. Zes maanden later ontdekt het SWAT-team van agent Rigg een locatie waar een Jigsaw-spel heeft plaatsgevonden. Slachtoffer Troy moest kettingen uit zijn lichaam trekken om aan een bom te ontsnappen. Rechercheur Kerry wijst erop dat de uitgang van de kamer dichtgelast zat en dat het slachtoffer geen kans kreeg om te overleven, wat er op duidt dat de modus operandi is veranderd. Kerry wordt ontvoerd en ontwaakt in een harnas dat in haar ribben is gehaakt. Ze haalt de sleutel uit een beker zuur, maar het slot gaat niet open en de val doodt haar onvermijdelijk.
Dr. Lynn Denlon wordt ontvoerd en naar de inmiddels bedlegerige John Kramer gebracht, waar Amanda haar een halsband behangen met vijf jachtweergranaten omdoet. De halsband is verbonden met John Kramers hartslagmeter en zal ontploffen als er geen hartslag meer is. Lynn krijgt van Amanda de opdracht om John Kramer in leven te houden totdat slachtoffer Jeff zijn spel heeft uitgespeeld. Jeff is een door verdriet en wraakgevoel verteerde vader, wiens zoon Dylan dood werd gereden door een dronken automobilist, en moet een reeks tests in een verlaten vleesverwerkingsfabriek doorstaan om alle betrokkenen te confronteren.
In de vleesvriezer is een naakte Danica vastgebonden aan een metalen frame dat haar besproeit met water om haar onderkoeling te versnellen. Danica, die als enige toeschouwer van het auto-ongeluk weigerde te getuigen voor de rechtbank, haalt Jeff over om haar te helpen, maar hij is te laat en ze vriest dood. In de volgende ruimte zit rechter Halden, die een te mild vonnis uitsprak over de dronken automobilist, met zijn nek vastgeketend aan de bodem van een vat. Het vat wordt langzaam gevuld met vermalen, rotten varkenskarkassen en Jeff redt de rechter door Dylans persoonlijke bezittingen in de verbrandingsoven te doen, om zo een sleutel te bemachtigen. In de laatste test wordt Jeff geconfronteerd met Timothy, de dronken automobilist, die vast zit in een machine dat langzaam zijn ledenmaten en daarna zijn hoofd draait. De sleutel zit vast aan de trekker van een jachtgeweer. Jeff vergeeft Timothy en bemachtigt de sleutel, maar doodt daarbij per ongeluk Halden en slaagt er niet in om Timothy op tijd te bevrijden. 
Lynn wordt gedwongen een geïmproviseerde operatie uit te voeren om de druk op John Kramers hersenen te verlichten. De operatie is succesvol en Lynn overtuigt John Kramer er van dat Amanda haar vrij moeten laten, maar die weigert. Amanda is jaloers op de interactie die Lynn heeft met haar mentor en biecht op dat zij de vallen van Troy en Kerry heeft gesaboteerd, omdat ze niet langer in John Kramers filosofie gelooft. Jeff loopt de geïmproviseerde ziekenhuiskamer binnen en ziet hoe Amanda zijn echtgenote Lynn neerschiet. Daarop schiet hij Amanda neer met een door John Kramer verstrekt wapen. Terwijl Amanda sterft, onthult John Kramer dat Lynns test eigenlijk Amanda's test was: hij was zich bewust van Amanda's motieven en wilde niet dat een moordenaar zijn nalatenschap zou voortzetten. John Kramer biedt aan om een ambulance voor Lynn te bellen, als Jeff van zijn test heeft geleerd en de laatste beproeving doorstaat: hij moet kiezen of hij John Kramer wil vermoorden of wil vergeven. Jeff kiest het eerste en snijdt John Kramers keel door met cirkelzaagblad, waarop Lynns halsband wordt geactiveerd. Een laatste cassetterecorder informeert dat Jeffs dochter Corbett gevangen is genomen en dat Jeff nog een test moet doorstaan.

## Rolverdeling
| Acteur             | Personage               |
| ------------------ | ----------------------- |
| Tobin Bell         | John Kramer / Jigsaw    |
| Shawnee Smith      | Amanda Young            |
| Angus Macfadyen    | Jeff Denlon             |
| Bahar Soomekh      | Lynn Denlon             |
| Donnie Wahlberg    | Detective Eric Matthews |
| Dina Meyer         | Detective Allison Kerry |
| Mpho Koaho         | Timothy Young           |
| Barry Flatman      | Judge Halden            |
| J. Larose          | Troy                    |
| Debra Lynne McCabe | Danica Scott            |
| Costas Mandylor    | Lieutenant Mark Hoffman |
| Betsy Russell      | Jill Tuck               |
| Lyriq Bent         | Lieutenant Daniel Rigg  |
| Niamh Wilson       | Corbett Denlon          |
| Alan Van Sprang    | Chris                   |
| Kelly Jones        | SWAT-agent Pete         |
| Vincent Rother     | SWAT-agent Joe          |

## Ontvangst
Saw III werd uitgebracht op 26 oktober 2006 en werd door het publiek gemengd ontvangen. Op Rotten Tomatoes heeft de film een score van 29% op basis van 93 beoordelingen. Metacritic komt op een score van 48/100, gebaseerd op 16 beoordelingen. In 2007 werd een vervolgfilm uitgebracht onder de naam Saw IV.

## Trivia
- De Amerikaanse filmrecensent Fred Topel zei over de film dat het de beste, emotioneelste en slimste Saw-film is tot nu toe. De film is stukken gruwelijker dan alle voorgaande delen.
- In Groot-Brittannië moesten drie personen met een ambulance afgevoerd worden, nadat ze flauwvielen in de bioscoop tijdens het zien van de film.
- In Frankrijk werd besloten dat niemand onder de 12 jaar de film mag zien. In de Verenigde Staten heeft de film een R-status. Dit betekent dat daar niemand onder de 17 jaar de film mag zien.
- De film werd opgenomen in de Canadese stad Toronto in mei 2006.